# Learie Constantine, Baron Constantine
Learie Nicholas Constantine, Baron Constantine (TC; * 21. September 1901 in Petit Valley, Trinidad; † 1. Juli 1971 in Brondesbury, London) war ein Cricketspieler, Rechtsanwalt und Politiker von den British West Indies. Er war der erste schwarze Life Peer des Vereinigten Königreichs. 2011 wurde eine Sammlung von Dokumenten sowohl seines öffentlichen als auch seines privaten Lebens in die Liste des Weltdokumentenerbes der UNESCO aufgenommen.

## Leben

### Frühe Jahre
Learie Constantine wurde als zweites Kind der Familie und ältester von drei Brüdern geboren. Sein Vater Lebrun Constantine war ein Enkel von Sklaven und stieg bis zum Aufseher einer Kakaoplantage in Cascade bei Maraval auf. Schon der Vater war auf der Insel als erstklassiger Cricketspieler bekannt, der zweimal mit einer westindischen Mannschaft nach England gereist war. Er nannte seinen Sohn Learie nach einem Iren, mit dem er sich auf einer Englandreise 1900 angefreundet hatte. Die Mutter von Learie Constantine hieß Anaise Pascall, war die Tochter von Sklaven, und auch ihr Bruder Victor war ein bekannter Cricketspieler, ebenso ein Bruder von Learie, Elias, der später in der Mannschaft von Trinidad spielte.
Constantine besuchte die St Ann’s Government School in Port of Spain, anschließend bis 1917 die St Ann’s Roman Catholic School. In der Schule spielte er für das Cricketteam, dessen Kapitän er in den letzten beiden Schuljahren war. Bis er 19 Jahre alt war, verbot ihm sein Vater, für ein Wettkampfteam zu spielen, da er zunächst beruflich Fuß fassen sollte. Nach dem Abschluss der Schule nahm Learie Constantine deshalb eine Stelle als Büroangestellter in einer Anwaltskanzlei an, ohne große Aussicht, als Schwarzer beruflich aufzusteigen.

### Sportliche Laufbahn
Ab 1920 spielte Learie Constantine für den Shannon Cricket Club. Anfangs spielte er in der zweiten Mannschaft, aber nachdem er im dritten Spiel 50 Punkte (runs) in einer Stunde erzielt hatte, kam er in die erste Mannschaft. Cricket in Trinidad war zu jener Zeit strikt nach Hautfarben und sozialen Schichten aufgeteilt; so war der Shannon Cricket Club der Verein für Schwarze der unteren Mittelklasse. Die Spieler waren hoch motiviert, auch als Reaktion auf die Rassendiskriminierung, der die Spieler und ihre Anhänger täglich ausgesetzt waren. Constantine wurde in dieser Zeit bewusst, dass Weiße oder hellhäutige Spieler oftmals besseren schwarzen Spielern vorgezogen wurden.
1921 zog sich Lebrun Constantine aus der Auswahl von Trinidad zurück in der Hoffnung, dass sein Sohn an seine Stelle treten könnte. Der Teamcaptain Bertie Harrigan, ein Weißer, erkannte Learie Constantines Talent und nominierte ihn für die Auswahl. Im September 1921 debütierte er erfolgreich in einem Spiel gegen Barbados beim Inter-Colonial Tournament. Auch im Jahr darauf spielte er für Trinidad bei diesem Turnier. Im zweiten Spiel des Turniers kam auch Lebrun Constantine in die Mannschaft, eines der wenigen Male, wo Vater und Sohn in einem erstklassigen Spiel zusammenspielten. Trinidad verlor zwar im Finale gegen Barbados, aber der Kapitän des westindischen Cricketteams Harold Austin, der auch Captain des Teams von Barbados war, wurde auf Constantine aufmerksam und nominierte ihn für eine Tour der Mannschaft nach England im Jahre 1923. Als Constantine Probleme mit seinem Arbeitgeber wegen seines zeitaufwändigen Trainings bekam, kündigte er.
Auf der Tour durch England spielte das westindische Team 21 hochwertige (First-Class) Partien, bei denen Learie Constantine einen starken Eindruck hinterließ.
Verschiedene englische Spieler wie Jack Hobbs und Pelham Warner sowie die Presse hoben Constantines Qualitäten als Fielder hervor, obwohl er eine unorthodoxe Spielweise habe. Auf dieser Reise erkannte Constantine, dass Cricket ihm die Möglichkeit bot, sozial aufzusteigen.
Nach seiner Rückkehr nach Trinidad war Constantine arbeitslos und musste sich mit verschiedenen Jobs über Wasser halten, bis er eine Anstellung bei Trinidad Leaseholds bekam. Er hatte aber das Ziel, professioneller Cricketspieler in England zu werden, und trainierte dafür, wann immer er konnte. 1927 heiratete er seine Frau Norma. Das Ehepaar bekam eine Tochter. 1928 wurde er für die Tour nach England, die die ersten drei Tests für die West Indies enthielt, nominiert und kam so seinem Ziel näher, Profispieler in England zu werden.
Diese Tour beendete Constantine als erfolgreichster nicht-englischer Spieler. Seine Spielweise, seine Kampffreude und sein Unterhaltungswert machten großen Eindruck auf die Zuschauer. In der Folge bot ihm der Nelson Cricket Club der Lancashire Cricket League einen Profivertrag an. Für diesen Club spielte Learie Constantine bis 1937, eine ungewöhnliche lange Zeitspanne im Cricket. Er verdiente 500 GBP pro Saison plus Erfolgsprämien und Reisespesen. In den neun Saisons, in denen Constantine für Nelson spielte, gewann der Club siebenmal die Liga und zweimal den Cup. Er war nie schlechter als auf dem zweiten Platz positioniert. Außerdem spielte Constantine weiterhin für die westindische Auswahl in England und Australien. 1934 arbeitete er in Indien als Trainer und bestritt zwei Spiele beim Moin-ud-Dowlah Gold Cup Tournament. 1939 wurde er Wisden Cricketer of the Year.
In der Saison 1938 spielte Learie Constantine für den Rochdale Cricket Club in der Central Lancashire Cricket League, blieb aber in Nelson wohnen. Er verdiente 812 GBP in dieser erfolgreichen Saison, musste aber deswegen mit dem Neid mancher Mitspieler auf sein hohes Einkommen leben. Zudem gab es einen rassistischen Vorfall, der vom Liga-Komitee unter den Teppich gekehrt wurde. Anschließend beendete Constantine vorerst seine Profikarriere, spielte aber während des Zweiten Weltkriegs als Amateur für den Club von Nelson.

### Leben in England

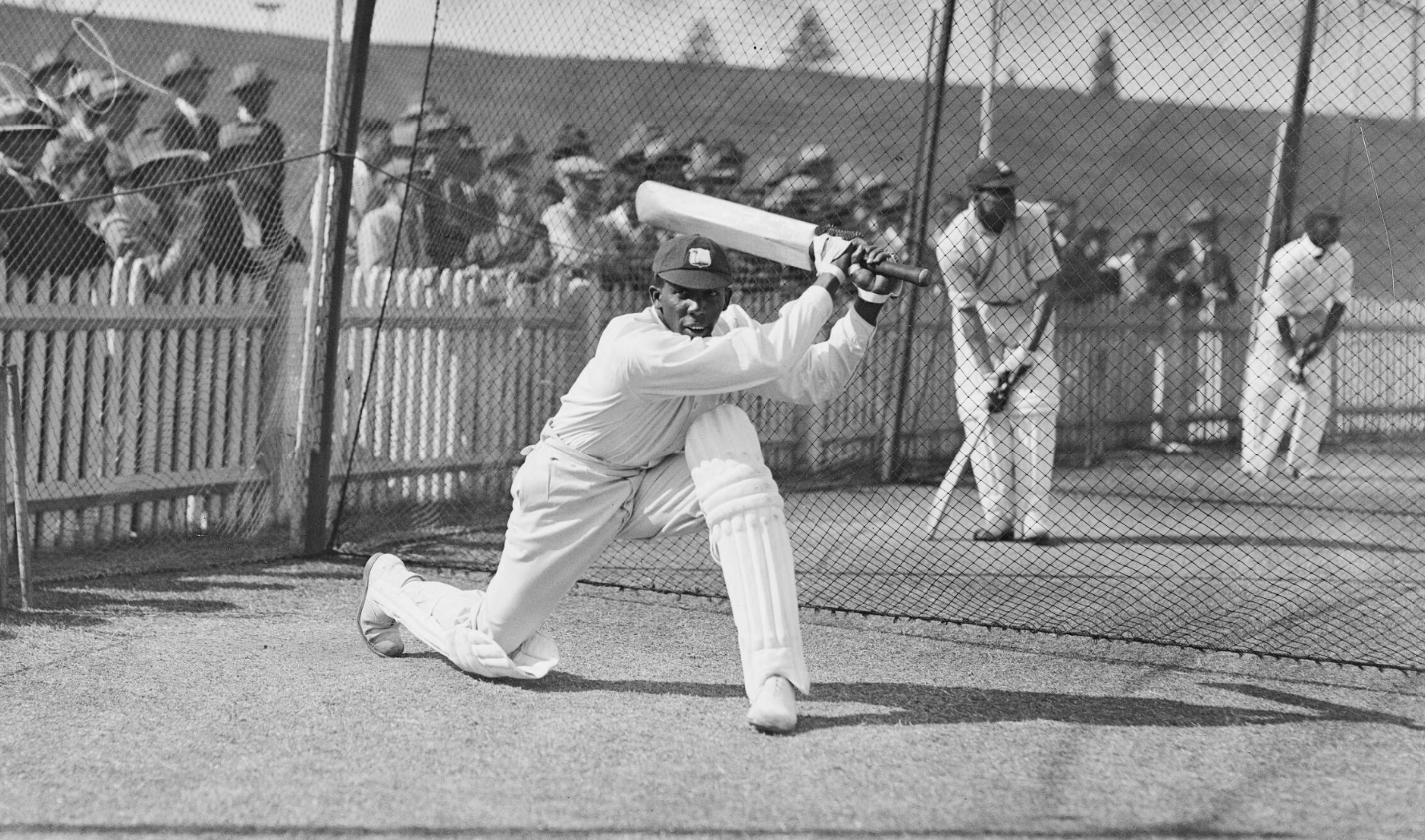
Constantine in Aktion (1930)

Während Learie Constantine in Nelson lebte, war er dort äußerst populär und blieb ein „Lokalmatador“, auch nachdem er 1949 von dort weggezogen war. Zu dieser Zeit gab es in Nelson nur wenige dunkelhäutige Einwohner, und Constantine erhielt anfangs rassistische Zuschriften. Daraufhin wollte er nach Trinidad zurückkehren, aber seine Frau überredete ihn, in England zu bleiben. Schließlich entwickelte sich ein Freundeskreis in der neuen Umgebung, und die Familie fuhr nur noch im Winter auf Besuch nach Trinidad.
Ab 1932 engagierte sich Constantine in der Unabhängigkeitsbewegung von Trinidad und wurde Mitglied der League of Coloured Peoples, einer Organisation, die für die Gleichberechtigung von Schwarzen in Großbritannien kämpfte. Er verhalf seinem politisch engagierten Landsmann C. L. R. James zu einem Job beim Manchester Guardian; im Gegenzug half ihm James beim Schreiben seines ersten Buches Cricket and I, das 1933 publiziert wurde und großen Einfluss auf den westindischen Nationalismus hatte.
Während des Zweiten Weltkriegs blieb Constantine in Nelson, engagierte sich im Luftschutz sowie in der Evakuierung und wurde schließlich im Ministry of Labour und National Service angestellt. Er setzte sich für die vielen Westinder ein, die während des Kriegs im Nordwesten von England Fabrikarbeit leisteten, und unterstützte sie im Kampf gegen Rassismus und Diskriminierung. Auf Bitten der Regierung machte er Rundfunksendungen für die westindischen Inseln, in denen er über den Fortgang des Krieges berichtete. In der Folge wurde er oft in Radiosendungen eingeladen und beteiligte sich 1943 am Dokumentarfilm West Indies calling. Für seine Aktivitäten in der Kriegszeit wurde Constantine 1947 zum Member of the British Empire (MBE) ernannt.

### Prozess gegen das Imperial Hotel
Im August 1943 nahm Constantine an einem Wohltätigkeits-Cricketmatch in London teil und buchte ein Zimmer für sich, seine Frau und seine Tochter im dortigen Imperial Hotel; bei der Buchung wurde ihm gesagt, seine Hautfarbe sei kein Problem. Als er mit seiner Familie eintraf, wurde ihm mitgeteilt, dass er nur eine Nacht bleiben könne. Einem Kollegen aus dem Ministry of Labour teilte die Geschäftsführerin des Hotels mit: „We are not going to have these niggers in our hotel.“ (dt. „Wir wollen diese Nigger nicht in unserem Hotel haben.“), und dass die Anwesenheit der Constantines insbesondere US-amerikanische Gäste stören könne. Seine Familie wurde daraufhin in einem anderen Hotel desselben Besitzers untergebracht. Dieses Erlebnis verletzte Constantine zutiefst, auch besonders deshalb, weil er für ein britisches Team spielen sollte.
Der Vorfall war Thema einer Anfrage im House of Commons, und Constantine verklagte das Hotel. Obwohl es damals kein Gesetz gegen Rassendiskriminierung gab, entschied der Richter des High Court of Justice zugunsten von Constantine, der argumentierte, das Hotel habe den Vertrag gebrochen. Das Gesetz erlaubte lediglich eine Strafe von fünf Guinees, aber Constantine fühlte sich bestätigt, zumal er viel Zuspruch aus der Öffentlichkeit bekam. Im Evening Standard erschien dazu eine vielbeachtete Karikatur von David Low, in der Bezug auf die Rassentheorie der Nationalsozialisten genommen wurde. Dieser Fall war ein erster Schritt auf dem Weg zum Race Relations Act of 1965.

### Studium
1944 schrieb sich Learie Constantine als Student im Middle Temple in London ein. Um sein Studium zu finanzieren, spielte er bis 1948 wieder als Profi Cricket in Bradford und war als Trainer tätig. Er arbeitete auch weiterhin als Journalist und im Rundfunk und schrieb mehrere Bücher über Cricket. Von 1947 bis 1951 war er Vorsitzender der League of Coloured Peoples, 1948 wurde er Präsident des Caribbean Congress of Labour und von 1947 bis 1950 war er Mitglied des Colonial Social Welfare Advisory Committee.
Constantine hatte wenig Freude an seinem Jura-Studium, das er mehrfach abbrechen wollte, aber seine Frau motivierte ihn zum Weitermachen. 1954 schloss er sein Studium ab und wurde als Anwalt zugelassen. Er beschloss, nach Trinidad zurückzukehren; vorher publizierte er noch das Buch Colour Bar, das die Rassendiskriminierung zum Thema hatte. Darin schrieb er:

Almost the entire population in Britain really expect the coloured man to live in an inferior area…devoted to coloured people…Most British people would be quite unwilling for a black man to enter their homes, nor would they wish to work with one as a colleague, nor stand shoulder to shoulder with one at a factory bench.

„Fast die gesamte britische Bevölkerung möchte tatsächlich, dass der farbige Mensch in einer minderwertigen Gegend leben sollte […] die nur für Farbige gedacht ist […] Die meisten Briten möchten nicht, dass ein schwarzer Mann in ihre Häuser kommt, sie möchten nicht mit ihnen als Kollegen arbeiten und nicht mit ihnen Schulter an Schulter an der Werkbank stehen.“

### Rückkehr nach Trinidad
Als Learie Constantine nach Trinidad zurückkehrte, wurde er mit den dortigen Unabhängigkeitsbestrebungen konfrontiert. Er war als juristischer Berater bei seinem alten Arbeitgeber Trinidad Leaseholds tätig, fand sich aber von seinen weißen Kollegen isoliert. In der Folge engagierte er sich in der neugegründeten Partei People’s National Movement (PNM) und wurde 1956 Parteivorsitzender. Im selben Jahr wurde er ins Parlament gewählt und Minister für Communications, Works and Utilities. Als Minister setzte er sich für den Bau von Straßen, den Ausbau der Eisenbahn sowie für die Wasser- und Elektrizitätsversorgung ein. 1958 wurde er der Korruption verdächtigt. Constantine hielt daraufhin eine verärgerte und undiplomatische Rede vor dem Legislative Council of Trinidad and Tobago, die ihm den Ruf der Arroganz einbrachte.
Ende der 1950er Jahre unterstützte Constantine eine erfolgreiche Kampagne mit dem Ziel, dass das Cricketteam der West Indies erstmals einen schwarzen Kapitän haben solle. Während er in der Regierung war, beteiligte er sich an der West Indies Federation, die einen weiteren Schritt auf dem Weg in die Unabhängigkeit bedeutete. Sein Ruf und seine Vertrautheit mit Großbritannien spielten eine wichtige Rolle bei den Verhandlungen, die zur Unabhängigkeit von Trinidad im Jahre 1962 führten. 1961 entschied er, nicht erneut für das Parlament zu kandidieren, wurde aber von Eric Williams zum ersten Hochkommissar von Trinidad und Tobago (T&T) in London ernannt.

### Zurück in England

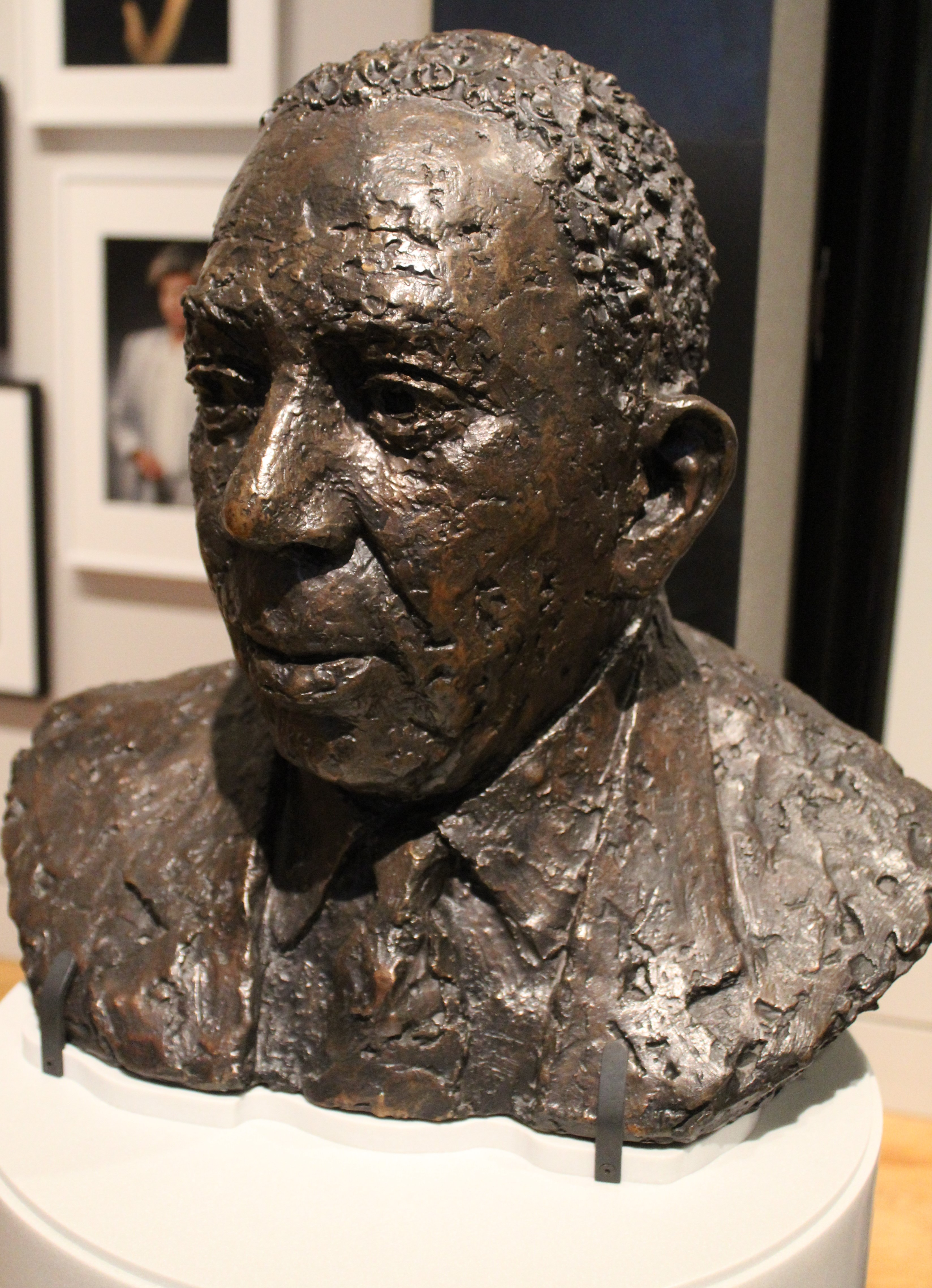
Constantine-Büste von Karin Jonzen von 1971. National Portrait Gallery, London.

Learie Constantine trat sein Amt als Hochkommissar im Juni 1961 an. 1962 wurde er zum Knight Bachelor erhoben und zum Ehrenbürger der Stadt Nelson. Als sich im April 1963 eine Busgesellschaft in Bristol weigerte, schwarze Arbeitnehmer einzustellen, reiste Constantine dorthin und äußerte sich vor der Presse. Obwohl dieser Vorfall die Verabschiedung eines Anti-Diskriminierungsgesetzes in Großbritannien beschleunigte, wurde Constantine von britischen und heimatlichen Politikern kritisiert, da er sich als ausländischer Diplomat in innere Angelegenheiten des Gastlandes eingemischt hatte. Constantine entschied daraufhin, nicht erneut als Hochkommissar anzutreten und trat mit Beendigung seiner Amtszeit im Februar 1964 ab.
Den Rest seines Lebens verbrachte Constantine in London. Er arbeitete wieder als Rechtsanwalt und wurde trotz seiner eingeschränkten Erfahrungen zum Honorary Bencher von Middle Temple gewählt. Auch nahm er wieder seine journalistischen Tätigkeiten auf, äußerte sich in Zeitungen und Rundfunk zu den Themen Cricket, Rassismus und Commonwealth und schrieb zwei weitere Bücher. Erstmals kommentierte er Cricket auch im Fernsehen.
1965 wurde Constantine ein Gründungsmitglied des Sports Council, dessen Ziel es war, den Sport in Großbritannien weiterzuentwickeln. Drei Jahre später wurde er in das dreiköpfige Race Relations Board berufen, das Fälle von Rassendiskriminierung untersuchen sollte. Weitere Ämter wurden ihm angetragen, wie etwa das des Rektors der University of St Andrews, in denen er sich aber wegen seines inzwischen schlechten Gesundheitszustandes nur noch wenig engagieren konnte. 1969 wurde er zum Life Peer erhoben mit dem Titel Baron Constantine of Maraval in Trinidad and Nelson in the County Palatine of Lancaster und damit der erste Schwarze, der einen Sitz im House of Lords einnahm.
Obwohl Learie Constantine ungern England verlassen wollte, war geplant, dass er wegen seiner schlechten Gesundheit in seine Heimat zurückkehren sollte. Bevor es dazu kam, starb er am 1. Juli 1971 an einem Herzanfall, wahrscheinlich verursacht durch eine Bronchitis. Sein Leichnam wurde nach Trinidad geflogen, wo er mit einem Staatsbegräbnis beerdigt wurde. Posthum wurde er im gleichen Jahr mit dem damals höchsten Orden von Trinidad und Tobago ausgezeichnet, dem Trinity Cross. Wenige Wochen später wurde seiner bei einem Gedenkgottesdienst in Westminster Abbey gedacht.

## Schriften
- Cricket and I. P Allan, London 1933, OCLC 761390201.
- Cricket in the Sun. Stanley Paul, London 1947, OCLC 2599524.
- Cricketers’ Carnival. Stanley Paul, London 1948, OCLC 712737671.
- Cricketers’ Cricket. Eyre & Spottiswoode, London 1949, OCLC 712823063.
- Cricket Crackers. Stanley Paul, London 1950, OCLC 265430007.
- How to Play Cricket. Eyre & Spottiswoode, London 1951, OCLC 7184447.
- Colour Bar. Stanley Paul, London 1954, OCLC 2205021.
- (Mit Denzil Batchelor) The Changing Face of Cricket. Eyre & Spottiswoode, London 1966, OCLC 6313368.